# Jocelyn Lovell
Pour les articles homonymes, voir Lovell.
Jocelyn Lovell (né le 19 juillet 1950 à Norwich en Angleterre et mort le 3 juin 2016 à Toronto (Ontario)) est un coureur cycliste canadien. Actif des années 1960 au début des années 1980, il a dominé le cyclisme canadien durant cette période. Multiple champion du Canada, il a été vice-champion du monde du kilomètre en 1978, vainqueur du kilomètre aux Jeux panaméricains en 1971 et 1975, et médaillé d'or aux Jeux du Commonwealth en 1970 et 1978. Il a également participé trois fois aux Jeux olympiques, en 1968, 1972 et 1976.

## Biographie
Jocelyn Lovell naît le 19 juillet 1950 à Norwich en Angleterre. Sa famille s'installe à Toronto, au Canada, quelques années plus tard.
Il commence le cyclisme en y suivant son frère Peer, qui obtient notamment un titre de champion du Canada de poursuite par équipes.
En 1966, en catégorie junior, Jocelyn Lovell obtient le premier de ses nombreux titres de champion du Canada. L'année suivante, encore élève à la Newtonbrook Secondary School (en) de Toronto, il est qualifié pour les Jeux panaméricains.
En 1968, il prend part aux premiers de ses trois Jeux olympiques. En 1970, il obtient ses premières médailles internationales, aux Jeux du Commonwealth. Il est notamment médaillé d'or du scratch. C'est la première médaille d'or canadienne en cyclisme depuis 1934. L'année suivante, il remporte le kilomètre contre-la-montre des Jeux panaméricains
En 1973, durant un stage en France avec l'équipe du Canada, il « dérobe » une boîte de cookies dans l'armoire à linge d'un hôtel, pour en partager le contenu avec ses coéquipiers. Informé de sa conduite, l'encadrement de l'équipe nationale le suspend pour six mois, ce qui le prive des Jeux du Commonwealth de 1974. Il décide alors de rester en Europe, aux Pays-Bas, pour se frotter aux professionnels. De retour au Canada, il s'aligne sur 5 épreuves des championnats du Canada, et les remporte.
L'année 1978 est un point culminant de sa carrière. Outre trois médailles d'or aux Jeux du Commonwealth, il obtient une médaille d'argent au championnat du monde du kilomètre, où il n'est battu que par le tenant du titre Lothar Thoms.
En août 1983, il est renversé par un camion durant un entraînement. Cet accident le rend tétraplégique et met fin à sa carrière. En 2004, il devient coordinateur de la Spinal Cord Society.
Jocelyn Lovell a été marié à la patineuse Sylvia Burka, jusqu'à leur divorce au milieu des années 1980.
Il est inscrit au Panthéon des sports canadiens et au Canadian Olympic Hall of Fame (en).

## Palmarès sur piste

### Jeux olympiques
- Mexico 1968
  - 7e du kilomètre
  - 9e de la vitesse
- Munich 1972
  - 15e du kilomètre
  - 19e du tour de qualification de la poursuite par équipes
- Montréal 1976
  - 11e du tour de qualification de la poursuite par équipes
  - 13e du kilomètre

### Championnats du monde
- Brno 1969
  - 9e du kilomètre
- Varèse 1971
  - 10e du kilomètre
- Rocourt 1975
  - 5e du kilomètre
- San Cristobal 1977
  - 8e du kilomètre
- Munich 1978
  -  Médaillé d'argent du kilomètre
- Leicester 1982
  - 7e du kilomètre

### Jeux du Commonwealth
- Édimbourg 1970
  -  Médaillé d'or du scratch
  -  Médaillé d'argent du tandem (avec Barry Harvey)
  -  Médaillé de bronze du kilomètre
- Edmonton 1978
  -  Médaillé d'or du kilomètre
  -  Médaillé d'or du scratch
  -  Médaillé d'or du tandem (avec Gordon Singleton)

### Jeux panaméricains
- 1971
  -  Médaillé d'or du kilomètre
- 1975
  -  Médaillé d'or du kilomètre

## Palmarès sur route
| - 1969 - Champion du Canada du contre-la-montre - Fitchburg Longsjo Classic - 1970 - Champion du Canada du contre-la-montre - 1971 - Champion du Canada du contre-la-montre - 1972 - Grand Prix Springbank - 1973 - Champion du Canada du contre-la-montre - 1974 - Champion du Canada sur route - Champion du Canada du contre-la-montre | - 1975 - Champion du Canada du contre-la-montre - 1976 - Champion du Canada du contre-la-montre - 1977 - Champion du Canada du contre-la-montre - National Capital Open - 1978 - Champion du Canada du contre-la-montre - Tour of Somerville - 1980 - Champion du Canada du contre-la-montre - 1981 - Grand Prix Springbank |  |